# San Andrés Paxtlán
San Andrés Paxtlán là một đô thị thuộc bang Oaxaca, México. Năm 2005, dân số của đô thị này là 4066 người.